# Pastille

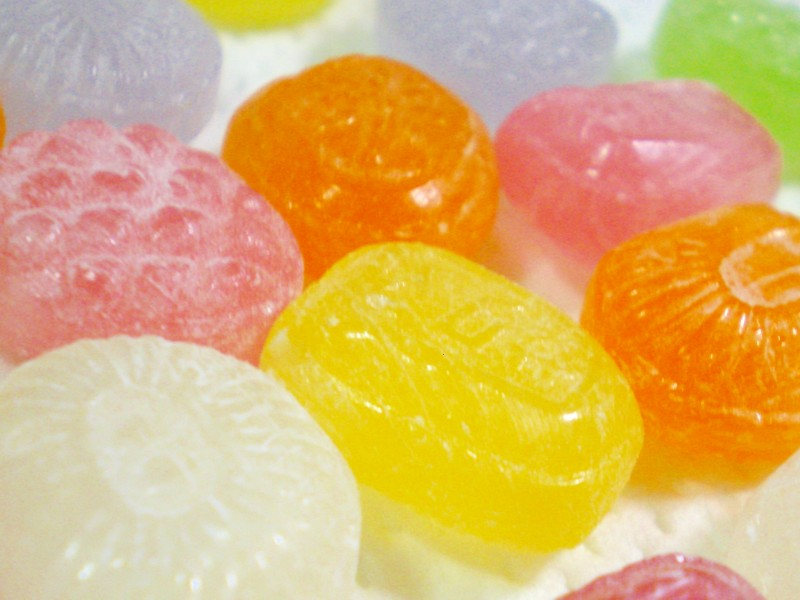
Lutschpastillen

Pastillen (aus dem lateinischen Substantiv pastillus „Kügelchen aus Mehlteig“, eine Verkleinerungsform von panis „Brot“) bestehen aus fest gewordenen Flüssigkeiten oder festen Lösungen in einzeldosierter Form. Somit sind sie anders aufgebaut als Tabletten oder Dragées. Die ersten in Deutschland verfügbaren Fertigarzneimittel wurden in Pastillenform angeboten. Aber auch nicht-arzneiliche Pastillen wie beispielsweise die von Fisherman’s Friend werden produziert.

## Herstellung
Pastillen wurden ursprünglich durch Ausgießen einer (arzneihaltigen) Flüssigkeit in vorgefertigte Puderformen hergestellt. Danach werden die noch flüssigen Pastillen schonend getrocknet. Die in der getrockneten Flüssigkeit enthaltenen Wirkstoffe werden beim Kauen oder Lutschen langsam freigesetzt und können so von den Schleimhäuten aufgenommen werden oder mit dem Speichel in den Magen gelangen. Mit diesem Verfahren können völlig unterschiedliche Substanzen verarbeitet werden. Zu diesen Stoffen gehören:
- ätherische und fette Öle,
- flüssige – auch alkoholische – Tinkturen und Extrakte,
- Trockenextrakte,
- lösliche und unlösliche Stoffe oder Arzneistoffe.

Seit dem 20. Jahrhundert werden Pastillen üblicherweise durch Ausrollen, Ausstechen oder Zerschneiden zäher Massen hergestellt oder sie werden auf ein gekühltes Förderband getropft, wo sie unter starker Ventilation rasch härten.

### Hilfsstoffe
Schwierigkeiten, die viele dieser Stoffe zum Beispiel beim Tablettieren oder anderen herkömmlichen Arzneiformen bereiten, können so umgangen werden. Häufig werden Pastillen auf Basis von Gummi arabicum hergestellt, welches vom Gummiarabikumbaum, der Senegal-Akazie, gewonnen wird. Das Hydrokolloid bietet die Möglichkeit zu emulgieren und zu suspendieren und bindet Geschmacksstoffe wie zum Beispiel ätherische Öle und Aromen. Gummi arabicum hält die Schleimhäute des Mund- und Rachenraums durch einen Schutzfilm feucht. Gummi arabicum trägt zu einer besseren Härtung der getrockneten Pastillen bei und macht sie haltbarer für Transport und Lagerung.
Als Grundstoff für Lutschpastillen können Gelatine, Zuckeralkohole oder Polyethylenglycol verwendet werden. Gelatine gewährt eine langsamere Freisetzung der Wirkstoffe im Mundraum.